# Sergio Tesi
Sergio Tesi (Pistoia, 26 aprile 1921 – 25 ottobre 2016) è stato un politico italiano.

## Biografia
Esponente del Partito Comunista Italiano, fu consigliere comunale a Pistoia dal 1951 al 1956 e dal 1970 al 1974. Dal 1962 al 1971 ricoprì l'incarico di segretario della federazione provinciale del PCI di Pistoia.
Fu deputato per tre legislature, venendo eletto alle politiche del 1972 (19.356 preferenze), alle politiche del 1976 (21.777 preferenze) e alle politiche del 1979 (16.206 preferenze). Terminò il mandato parlamentare nel 1983.
Morì all'età di 95 anni nell'ottobre del 2016.